# Hypopyra distans
Hypopyra distans är en fjärilsart som beskrevs av Moore 1882. Hypopyra distans ingår i släktet Hypopyra och familjen nattflyn. Inga underarter finns listade i Catalogue of Life.